# MuzsikaTV
MuzsikaTV este un post tv din Ungaria, care difuzează muzică de la artiștii din Ungaria, lansat la data de 6 noiembrie 2009 și este deținut de RTL Group. Din 1 ianuarie 2015 sediile sunt relocate în Kirchberg, Luxemburg. Din 15 martie 2015 Muzsika TV a fost rebranduit, schimbând elementele grafice și logo-ul.
Vocea canalului este Komonyi Zsuzsi.